# Frank Lauenroth
Frank Lauenroth (* 1963 in Aschersleben) ist ein deutscher Thriller- und Science-Fiction-Autor. Er schreibt Romane und Kurzgeschichten.

## Biografie
Nach dem Schulabschluss erlernte er den Beruf des Maschinenschlossers und studierte dann in Magdeburg Allgemeinen Maschinenbau und Konstruktion. Später zog er für fünf Jahre nach Bad Oldesloe, anschließend nach Hamburg. Dort ist er als Software-Entwickler und Programmierer sowie als Autor tätig.
Sein Roman Simon befiehlt war eines der vier Gewinnerbücher des Wettbewerbs „Deutschland schreibt“ des Jahres 2005.
Boston Run – Der Marathon-Thriller erschien 2010 im Sportwelt Verlag und wurde von Johannes Steck als Hörbuch eingesprochen. 2012 folgte die Fortsetzung New York Run – Der zweite Marathon-Thriller im selben Verlag. 2019 schloss Chicago Run – Der dritte Marathon-Thriller die Trilogie ab.
2014 erschien sein erster Science-Fiction-Roman Black Ice im Begedia-Verlag.

## Auszeichnungen / Nominierungen
- 2005 Roman: Gewinn des Nachwuchspreises „Deutschland schreibt“ für Simon befiehlt
- 2013 Novelle: Nominierung für den Deutschen Phantastik Preis 2013 in der Kategorie „Beste deutschsprachige Kurzgeschichte“ für K'Tarr! aus 2012 - T Minus Null[1]
- 2013 Novelle: Nominierung für den Deutschen Science Fiction Preis 2013 in der Kategorie „Beste deutschsprachige Kurzgeschichte“ für K'Tarr! aus 2012 - T Minus Null[2]
- 2016 Kurzgeschichte: Nominierung für den Deutschen Science Fiction Preis 2016 in der Kategorie „Beste deutschsprachige Kurzgeschichte“ für Diese verdammten Alienzombieroboterviecher aus Die magnetische Stadt[3]
- 2017 Kurzgeschichte: Nominierung für den Deutschen Science Fiction Preis 2017 in der Kategorie „Beste deutschsprachige Kurzgeschichte“ für Tubes Inc. aus Hauptsache gesund[4]
- 2018 Kurzgeschichte: Nominierung für den Kurd-Laßwitz-Preis 2018 in der Kategorie „Beste deutschsprachige Kurzgeschichte“ für Omega 4 aus Meuterei auf Titan[5]
- 2018 Kurzgeschichte: Nominierung für den Deutschen Science Fiction Preis 2018 in der Kategorie „Beste deutschsprachige Kurzgeschichte“ für Omega 4 aus Meuterei auf Titan[6]
- 2021 Kurzgeschichte: Nominierung für den Kurd-Laßwitz-Preis 2021 in der Kategorie „Beste deutschsprachige Kurzgeschichte“ für Delter aus Unsere Freunde von Epsilon Eridani[7]
- 2025 Kurzgeschichte: Nominierung für den Kurd-Laßwitz-Preis 2025 in der Kategorie „Beste deutschsprachige Kurzgeschichte“ für Kadaver aus NOVA 34[8]

## Werke (Auswahl)
Romane
- Simon befiehlt – Der Symbiose-Thriller. Books on Demand, Norderstedt 2005, ISBN 3-8334-2706-X.
- Boston Run – Der Marathon-Thriller. Sportwelt Verlag, Betzenstein 2010, ISBN 978-3-941297-05-0.
- Boston Run – Der Marathon-Thriller. Hörbuch Sportwelt Verlag, Betzenstein 2011, ISBN 978-3-941297-09-8 (5 CDs, ungekürzt, 345 Minuten; Sprecher Johannes Steck)
- New York Run – Der zweite Marathon-Thriller. Sportwelt Verlag, Betzenstein 2012, ISBN 978-3-941297-19-7.
- Black Ice. Begedia-Verlag, Mülheim an der Ruhr 2014, ISBN 978-3-95777-012-7.
- Chicago Run – Der dritte Marathon-Thriller. Books on Demand, Norderstedt 2019, ISBN 978-3-7504-0978-1.
- Despektion. Empire-Verlag, Lofer/Österreich 2020, ISBN 979-8-6565-7473-0.
- Im Innern der Bestie. Empire-Verlag, Lofer/Österreich 2025, ISBN 978-3-6902-8352-6.

Serien
- Biom Alpha: Die Ankunft. Books on Demand, Norderstedt 2016. ISBN 978-3-7412-3831-4.
- Biom Alpha: Der Aufbruch. Books on Demand, Norderstedt 2017. ISBN 978-3-7431-7866-3.

Storysammlungen
- Zauberhafte Weihnachtswunder. Books on Demand, Norderstedt 2016. ISBN 978-3-7431-1943-7.